# Filippa Mareri

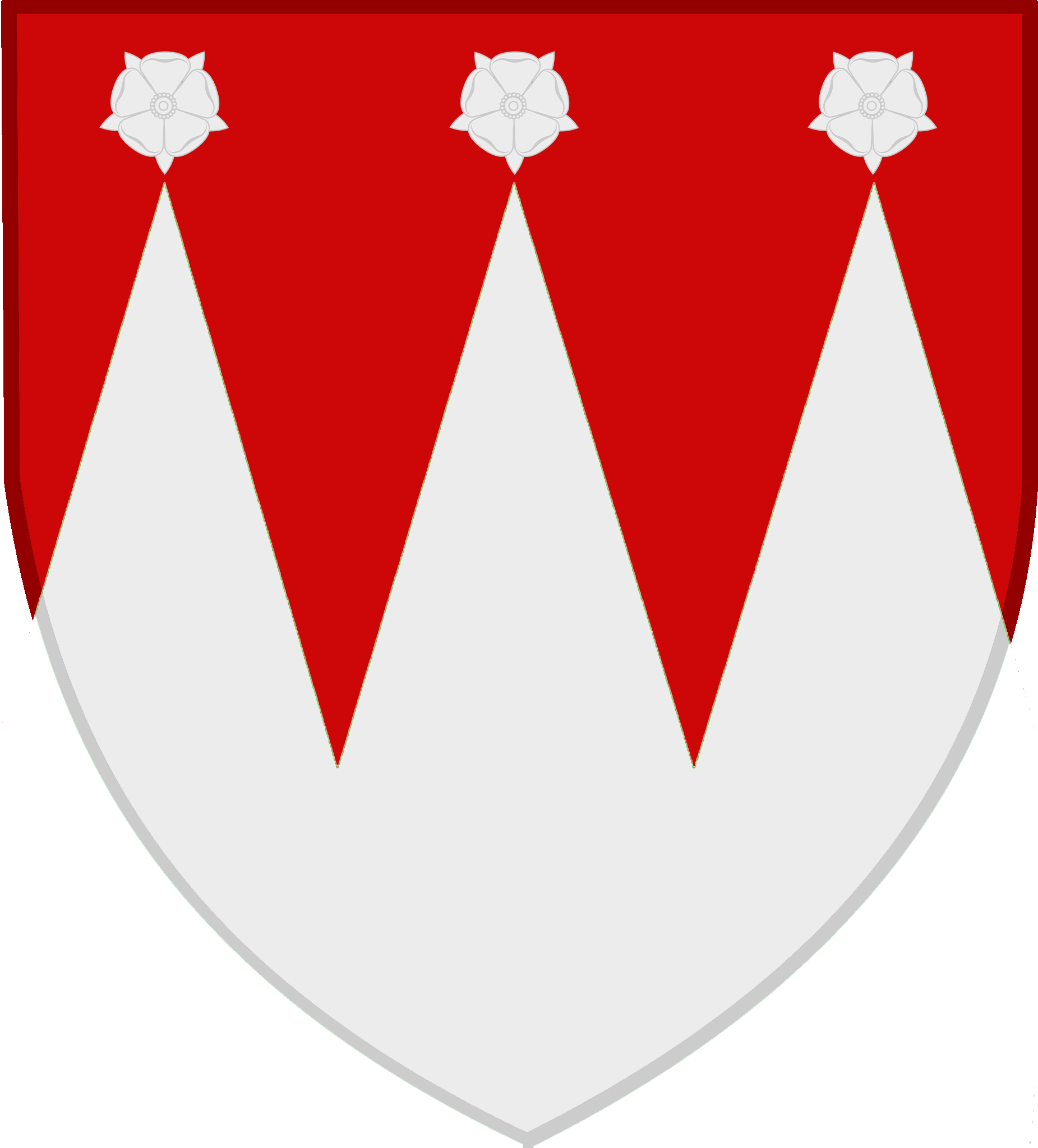
Stemma della famiglia Mareri

Santa Filippa Mareri (Castel Mareri di Petrella Salto, tra il 1190 e il 1200 – Borgo San Pietro di Petrella Salto, 16 febbraio 1236), fondatrice del monastero delle Clarisse di Borgo San Pietro.

## Biografia

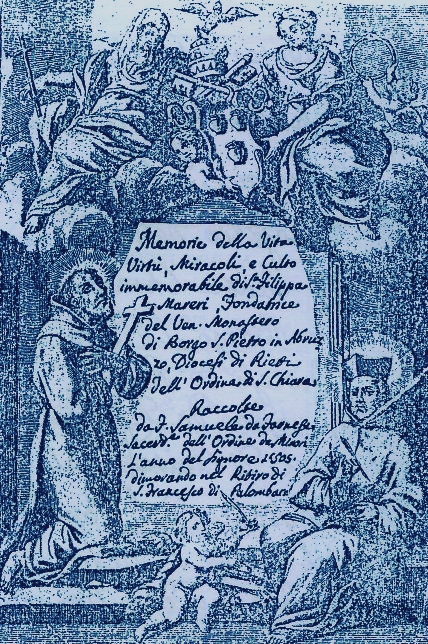
Frontespizio della Vita di Santa Filippa di Marieri, opera biografica sulla Santa scritta da Samuele da Farnese

Nacque, verso la fine del XII secolo, nel castello di famiglia a Mareri (la contemporanea Castel Mareri, frazione di Petrella Salto) vicino a Borgo San Pietro, località situata lungo la via che dagli Abruzzi portava a Roma, attualmente ricadente nel territorio del Lazio, dalla famiglia nobile dei Mareri: il fratello maggiore Tommaso, infatti, ricoprì importanti cariche politiche, come quelle di podestà a Forlì e di vicario imperiale in Romagna e in Puglia; partecipò inoltre attivamente alla fondazione della città dell'Aquila.
Fondamentale per Filippa fu l'incontro, avvenuto tra il 1222 e il 1224, con San Francesco d'Assisi, che la incoraggiò alla vita monastica. La sua famiglia ostacolò questa scelta per cui Filippa fuggì da casa insieme ad alcune compagne e si rifugiò nei pressi di Mareri, sopra l'abitato di Piagge, in quella che viene chiamata "Grotta di Santa Filippa", e vi rimase per circa tre anni, fino al 1228, quando i due fratelli Tommaso e Giovanni le donarono il castello con l'annessa chiesa plebana di San Pietro di Molito, già fondazione benedettina dipendente dall'Abbazia di San Pietro in Valle di Ferentillo, nella Valnerina, in Umbria, nei pressi di Spoleto. Filippa si trasferì in quel luogo con le sue compagne. La comunità visse secondo la regola indicata da San Francesco per Santa Chiara e le monache di San Damiano in Assisi. La cura spirituale del monastero fu affidata al Beato Ruggero da Todi dallo stesso San Francesco.

## Culto

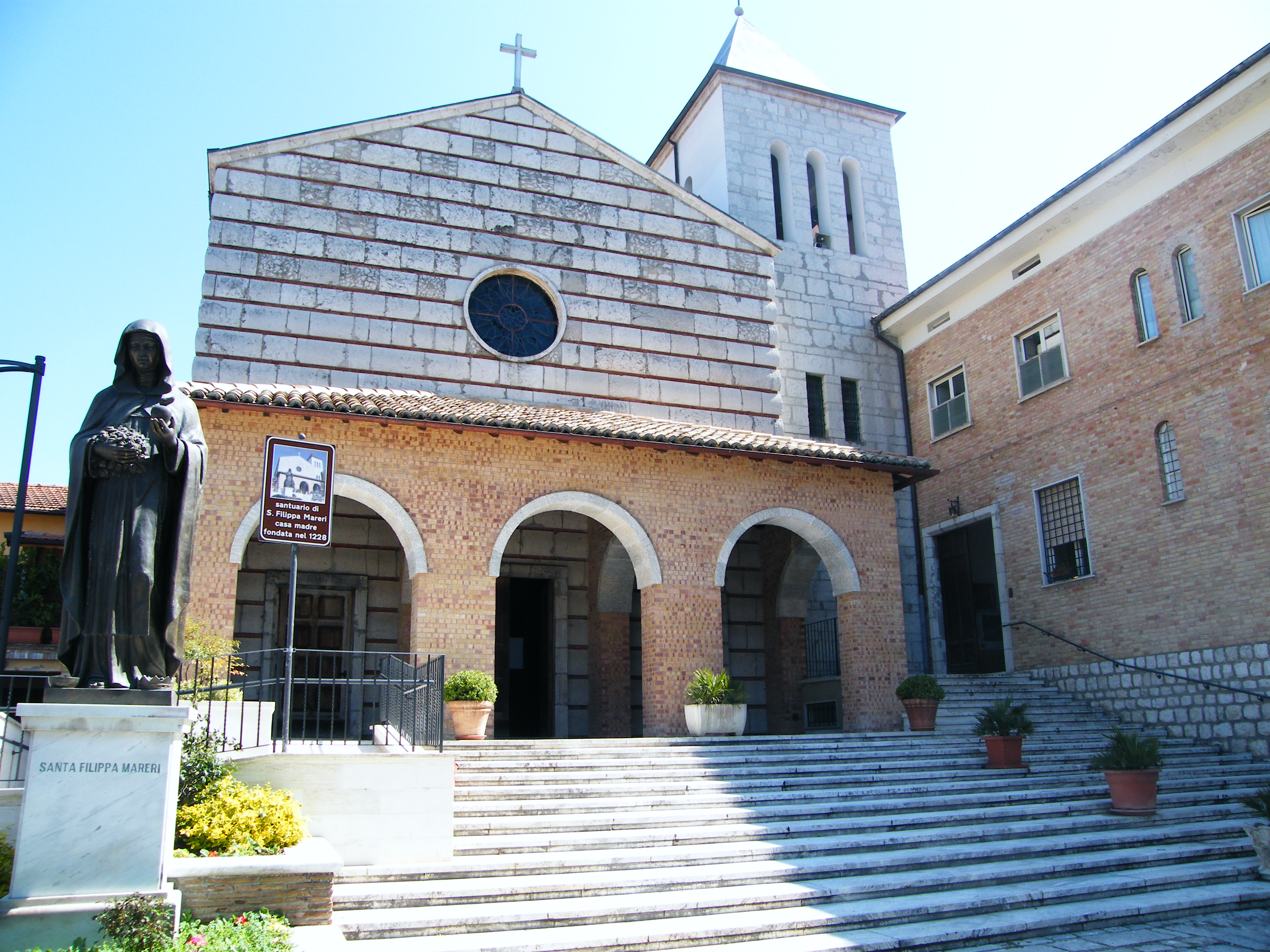
La statua e il Santuario di Santa Filippa Mareri a Petrella Salto

Filippa Mareri morì il 16 febbraio 1236. La sua tomba divenne presto meta di pellegrinaggi, mentre cominciarono a registrarsi miracoli attribuiti alla sua intercessione. Il titolo di santa compare la prima volta in una bolla di papa Innocenzo IV nel 1247, appena 11 anni dopo la sua morte. Nel 1706 in una ricognizione delle sue spoglie venne ritrovato il suo cuore incorrotto, che è conservato oggi in un reliquiario di argento, mentre le sue spoglie sono conservate nel monastero di Borgo San Pietro. Oggi, a quasi otto secoli dalla sua morte, la devozione per la Santa è andata crescendo non solo nella sua terra, ma anche in numerosi altri paesi e in altri continenti per iniziativa degli emigranti, grazie ai quali è conosciuta da altre popolazioni. Nei paesi della Valle del Salto sono abbastanza diffusi i nomi propri Filippa, Maria Filippa e Filippo. Oggi, generalmente, si tratta di nomi ripresi, per un'antica tradizione, dai nonni o dalle nonne, ma testimoniano comunque la diffusione del culto della santa in tutta la zona. La memoria liturgica di Filippa Mareri cade il 16 febbraio. È compatrona di Sulmona. Il titolo di santa fu confermato da papa Benedetto XVI nel 2007.